# 劍雪浮生
《劍雪浮生》是一個香港舞台劇。由春天舞台製作，於1999年首演，由鍾景輝導演、杜國威編劇。故事講述粵劇名伶任劍輝、白雪仙及著名編劇唐滌生的事蹟，劇名中的「劍雪」取自任劍輝及白雪仙。

## 公演
1999年首演，2005年重演，共公演超過一百場。

## 演員
- 區嘉雯 飾 白雪仙[4]
- 陳寶珠[3] 飾 任劍輝
- 謝君豪（首演）、歐錦棠（重演）[3]飾 唐滌生
- 梁漢威 飾 説書人、薛覺先、桂名揚、英姐

## 獎項與提名
- 2000年第九屆 香港舞台劇獎[5]
  - 最佳導演 (悲劇／正劇)：鍾景輝 提名
  - 最佳女主角 (悲劇／正劇)：區嘉雯 獲獎
  - 最佳男配角 (悲劇／正劇)：梁漢威 獲獎
  - 十大最受歡迎製作獎：獲獎
  - 最佳化妝造型：李淑明、李永雄 提名